# Гауа
Гауа също Санта Мария (на езика бислама Gaua) е вулканичен остров в Тихи океан в архипелага Нови Хебриди, с координати 14,3° ю.ш. и 167,5° и.д. и територия от 342 км2. Той принадлежи към островната група Банкс на Република Вануату, провинция Торба.
Гауа (Gaua) почти изцяло зает от действащия вулкан Гарет, с височина 797 м. Кратерът му е запълнен с вода и образува езерото Летас.
Най-необичайната забележителност на Гауа са загадъчните каменни блокове, разпилени по северното и източното крайбрежие на острова. Обяснението за появата се оказало тривиално – признак за социалното положение сред аборигените била височината на техния дом. Съответно, местните жители поставяли гигантските блокове и изграждали върху тях своите сламени жилища.

## Население и езици
През 1979 година островът имал население от 766 души. Населението е разпръснато в множество крайбрежни села на западните, южните и северните части на острова. Източната част има няколко селца с емигранти предимно от двата по-малки острова Мериг и Мерелава, югоизточно от Гауа. Освен езика, който говори това емигрантско население, има 5 традиционни езика, които се говорят на Гауа: Lakon er Vure; Olrat; Koro; Dorig и Nume.